# Фуниевидна орешарка
Фуниевидната орешарка (Clitocybe gibba) е вид ядлива базидиева гъба от семейство Есенни гъби (Tricholomataceae).

## Описание
Шапката е с диаметър до 9 cm. В ранна възраст е дъговидна с подвит навътре ръб, с малка гърбица по средата, а в напреднала възраст става плоска или силно фуниевидна, с изправен гладък ръб. Кожицата е суха и гладка. На цвят е розово-жълта, жълтеникаво-кафява, оранжево-бежова, като с времето избледнява до розово-охрена и охрена. Пънчето е цилиндрично, право или леко извито, с четинеста основа, жилаво и плътно. На цвят е белезникаво, охрено или кремаво, но по принцип по-светло от шапката. Месото е тънко и бяло, с приятен вкус и слаб мирис. Има приемливи вкусови качества и може да се консумира както в прясно състояние, така и консервирана с оцет.

## Местообитание
Среща се често през юни – октомври, като обикновено расте на групи в бедни почви по слънчеви поляни в широколистни, смесени и иглолистни гори.